# Kugelspieler
Der Kugelspieler ist eine Statue, die der dänische Bildhauer Georg Christian Freund 1857 geschaffen hat.
Freund war für seine Genreszenen bekannt, die auch oft antike oder antikisierende Themen zeigten. Der Kugelspieler ist eine moderne Adaption athletischer Grundhaltungen, die vor allem in klassischer und hellenistischer Zeit im antiken Griechenland geschaffen wurden, etwa der Doryphoros (Speerträger) des Polyklet oder der Diskobolos (Diskuswerfer) des Myron.
Die im 19. Jahrhundert geschaffene Bronzeskulptur zeigt einen nackten athletischen Jüngling. Seine Blöße wird durch einen auf das weit nach vorne gestellte rechte Bein gefallenen Mantel verdeckt. Der rechte Arm liegt auf dem Bein und hindert den Mantel an einem weiteren Verrutschen. Der vorgebeugte Oberkörper steht zum Oberschenkel des ausgestreckten Beines in einem Winkel von etwa 45°. Das linke Bein unter dem Körper übernimmt in erster Linie die Funktion des Standbeines. Der linke Arm ist erhoben, auch zwischen Ober- und Unterarm gibt es in etwa einen 45°-Winkel. In den Fingern liegt die Kugel. Auf sie und auf das Ziel ist der Blick des Spielers gerichtet, der sich offenbar in der Phase des Zielens befindet. Die etwas unterlebensgroße Figur steht auf einer zugehörigen ovalen Plinthe, die wiederum auf einem ovalen steinernen Sockel steht.
Das vom Künstler geschaffene Gipsmodell und der Erstguss gingen beim Brand von Schloss Christiansborg in Kopenhagen 1884 zugrunde. Es sind drei weitere Güsse bekannt: ein Guss in der Ny Carlsberg Glyptotek in Kopenhagen, ein weiterer im Statens Museum for Kunst in Kopenhagen sowie ein dritter in der Nationalgalerie Berlin, der zuvor dem Archäologen Theodor Wiegand gehörte. Dieser befindet sich heute als Dauerleihgabe in dessen früherem Wohnhaus, dem Haus Wiegand in Berlin-Dahlem, wo er wie auch schon zu Wiegands Lebzeiten auf der Terrasse im Garten des Hauses aufgestellt ist.